# Сенган
Сенга́н (перс. سنگان‎), также Сенга́не-Паи́н — город в Иране. Административно относится к шахрестану Хаф в провинции Хорасан-Резави.

## Транспорт
В городе находится станция железнодорожной линии Сенган — Хаф — Герат, которая соединяет Иранские железные дороги и железные дороги Афганистана. Участок Хаф — Сенган длиной 14 км завершён в сентябре 2016 года.